# At the Edge of Conquest: The Journey of Chief Wai-Wai
At the Edge of Conquest: The Journey of Chief Wai-Wai ist ein US-amerikanisch-kanadischer Dokumentarfilm aus dem Jahr 1992.

## Handlung
Der Film begleitet den Stammesführer Wai Wai aus dem Amazonasgebiet auf seiner Reise in die brasilianische Hauptstadt Brasília. Hier will er versuchen, das Land seines Stammes vor Abenteurern, Wilderern und Prospektoren zu schützen.

## Auszeichnungen
1993 wurde der Film in der Kategorie Bester Dokumentar-Kurzfilm für den Oscar nominiert.